# 街の本屋さんを元気にして、日本の文化を守る議員連盟
街の本屋さんを元気にして、日本の文化を守る議員連盟（まちのほんやさんをげんきにして、にほんのぶんかをまもるぎいんれんめい）は、2017年3月9日に設立した自由民主党の議員連盟。

## 概要
- 2016年に書店有志の働きかけで、「書店経営者の懇談」としてスタート。2017年に「全国の書店経営者を支える議員連盟」として発足。当初は40名余だった。書店だけでなく、公共図書館の問題・出版物の軽減税率などを取り上げた[2]。
- 2022年11月2日に総会を開催。「街の本屋さんを元気にして、日本の文化を守る議員連盟」に変更。現時点は145人。街の書店を維持・継続するための諸課題を精査し、2023年5月まで提言書をとりまとめる方針[3]。
- 2022年12月23日に首相官邸で岸田文雄総理大臣と15分程度面会。議連・出版・書店などの関係者も同席した[4]。

## 歴代会長
- 初代：河村建夫
- 二代：塩谷立[5]
- 三代：遠藤利明[6]